# Villeneuve-de-Marsan
Villeneuve-de-Marsan è un comune francese di 2 428 abitanti situato nel dipartimento delle Landes nella regione della Nuova Aquitania.

## Società

### Evoluzione demografica
Abitanti censiti